# Mustafa Zarti
Mustafa Zarti (* 29. März 1970) ist ein libysch-österreichischer Geschäftsmann. Er ist derzeit (März 2011) Vizegeschäftsführer des Libyan-Investment-Authority-Fonds (LIA), Vorstand der National Oil Corporation, Chef von Tamoil und Vizevorsitzender der First Energy Bank in Bahrain. Er gilt als persönlicher Freund von Saif al-Islam al-Gaddafi.
Die Oesterreichische Nationalbank gab am 3. März 2011 bekannt, dass alle Vermögenswerte Zartis in Österreich eingefroren werden. Er wird verdächtigt, als Strohmann Saif al-Islam al-Gaddafis zu fungieren. Er wurde am selben Tag vom Landesamt für  Verfassungsschutz und Terrorismusbekämpfung in Wien einvernommen. Zarti kündigte eine Amtshaftungsklage gegen die Republik Österreich und die Ausschöpfung aller rechtlichen Mittel an.